# Antonowce (rejon krzemieniecki)
Antonowce (ukr. Антонiвцi) – wieś na Ukrainie koło Krzemieńca, w rejonie krzemienieckim, obwodzie tarnopolskim. 
Przed II wojną światową w granicach Polski – leżała w gminie Uhorsk, powiecie krzemienieckim, województwie wołyńskim. Wieś położona jest w malowniczej Dolinie Iłowieckiej wzgórz Krzemienieckich, nad rzeką Iłowicą, oddalona 14 km na wschód od przystanku kolejowego Smyga. W okolicy góra Stożek, oraz ruiny monastyru. Obecnie zamieszkana przez 24 osoby (2001).
Od 1992 we wsi znajduje się ekspozycja muzealna powstańców UPA „Табір УПА”.

## Historia
Pierwsza pisemna wzmianka z 1504 roku. Antonowice wraz z przyległymi terenami nadane zostały księciu Wasylowi Czetwertyńskiemu przez Zygmunta Starego w początku XVI w. Przez lata pieczę nad włościami trzymały rody książęce Czetwertyńskich, Zbaraskich, Wiśniowieckich i Radziwiłłów, od których w 1806 r. wieś wykupili Chodkiewicze z Młynowa, a także przez kilka lat przed I wojną światową ród Kossakowskich.
Jesienią 1942 r. wieś i jej otoczenie (tzw. Lasy Antonowickie) stanowiła jeden z największych ośrodków zbrojnego podziemia ukraińskiego: sztab okręgowy UPA Petroa Olijnyka pod dowództwem Iwana Kłymyszyna oraz brutalne ugrupowania banderowców – melnykowców (OUN-M pod wodzą Andrija Melnyka) i bulbowców (zbrojne grupy rabunkowe Maksyma Borowcia „Tarasa Bulby” – OUN-B). W czerwcu 1943 roku ugrupowania ukraińskie zaatakowały nieuzbrojoną ludność polską, dokonując rzezi mężczyzn, kobiet i dzieci. Spalone zostały okoliczne polskie osady: Daniłówka, Garncarskie Hucisko, Hucisko Piaseczne, Hucisko Stożeckie, Hurby, Huta Antonowiecka, Huta Majdańska, Huta Stara, Kamienna Góra, Mosty, Piaseczna, Majdan Antonowiecki, Pikulskie Hucisko, Rudnia Antonowiecka. Po tej akcji, większość Polaków, którzy przetrwało uciekli, a z pozostałych powstały pierwsze polskie oddziały samoobrony i nieliczne oddziały partyzanckie, m.in. oddział braci Jurgielewiczów.
W roku 1944 stacjonujące oddziały UPA zostały rozbite przez wojsko niemieckie, a wieś niemal doszczętnie zniszczona.